# Макиев, Зураб Гайозович
Зура́б Гайо́зович Маки́ев (осет. Махъиты Гайозы фырт Зураб; род. 30 сентября 1976, Тбилиси) — российский политик и юрист. Депутат Государственной думы VI, VII и VIII созывов, заместитель председателя комитета Госдумы по малому и среднему предпринимательству, член фракции «Единая Россия».
Из-за вторжения России на Украину, находится под персональными санкциями Евросоюза, США, Великобритании и ряда других стран
В 2021 году задержанный лидер банды киллеров Аслан Гагиев (по кличке Джако) на одном из последних заседаний суда сознался в убийстве первого вице-премьера Северной Осетии Казбека Пагиева (киллеры расстреляли его автомобиль во Владикавказе 31 декабря 2008 года). По словам подсудимого, это убийство ему заказал Зураб Гайозович Макиев. Дело не получило продолжения, и обвинений против Зураба Макиева не выдвигалось. 

## Биография
Родился 30 сентября 1976 года в Тбилиси, Грузинской ССР.
С 1998 года по 1999 год проходил срочную службу в рядах Российской Армии. 

## Образование
В 1998 году получил высшее образование по специальности «Юриспруденция» в Северо-Осетинском государственном университете. В 2002 году прошёл переподготовку в Ростовском государственном университете. В 2004 году прошёл курсы повышения квалификации Российского института государственных регистраторов при Министерстве Юстиции РФ. В 2006 году прошёл повышение квалификации в Российской Академии государственной службы при Президенте РФ. 
Кандидат социологических наук. В 2002 году в Ростовском государственном университете защитил диссертацию на тему «Социально ориентированное стратегическое управление экономической безопасностью на Юге России».

## Юридическая деятельность
В 2000 году начал службу судебным приставом — исполнителя Службы судебных приставов Министерства юстиции РСО-Алания. С 2000 года по 2004 год работал в Управлении по Республике Северная Осетия-Алания аппарата полномочного представителя Президента Российской Федерации в Южном федеральном округе в должности специалиста-эксперта, главного советника, главного федерального инспектора.
С 2004 по 2006 год работал в Научном центре правовой информации Министерства юстиции Российской Федерации заместителем директора. С 2006 по 2007 год работал в Управлении Минюста РФ по Южному федеральному округу в должности заместителя руководителя управления. С 2007 по 2009 год работал в Управлении Федеральной регистрационной службы Минюста РФ заместителем начальника управления.
В 2009 году работал в Департамента финансов Костромской области в должности первого заместителя директора департамента. С декабря 2009 года по ноябрь 2012 года работал в Секретариате первого заместителя Председателя правительства Российской Федерации Игоря Шувалова заместителем руководителя секретариата. С 2011 года является действительным государственным советником РФ II класса. С 30 ноября 2012 года — первый заместитель Председателя Правительства — полномочный представитель Республики Северная Осетия — Алания при президенте РФ.

## Политическая деятельность
С 15 октября 2014 года — депутат Государственной Думы VI созыва, получил вакантный мандат Махарбека Хадарцева, который сложил депутатские полномочия в связи с избранием председателем собрания представителей Владикавказа.
18 сентября 2016 года избран депутатом Государственной Думы РФ VII созыва по спискам партии «Единая Россия»,
19 сентября 2021 года избран депутатом Государственной Думы РФ VIII созыва по спискам партии «Единая Россия».
Член Президиума Генерального совета партии Единая Россия. Руководитель межрегионального координационного совета Северо-Кавказского федерального округа партии Единая Россия. Депутат, ответственный за поддержание связей с избирателями в ДНР.

## Законотворческая деятельность
С 2014 по 2024 год, в течение исполнения полномочий депутата Государственной Думы VI, VII и VIII созывов, выступил соавтором 35 законодательных инициатив и поправок к проектам федеральных законов.

## Общественная деятельность
Стал главным инициатором открытия таблички с молитвой «Отче наш» на осетинском языке на стене монастыря Pater Noster в Израиле. Усилиями Зураба Макиева также была установлена табличка на мемориальной стене у берега реки Иордан с отрывком стиха из Евангелие от Марка на осетинском языке.
С 2016 года по договоренности патриархом Иерусалимским Феофилом III ежегодно организовывает доставку благодатного огня в Северную Осетию напрямую из Иерусалима.
Основатель благотворительного фонда «ФАРН».

## Семья
Имеет четверых детей.

## Награды
- Орден Александра Невского (2023) — за активную законотворческую деятельность и многолетнюю добросовестную работу[15]
- Благодарность Правительства Российской Федерации (20 июля 2019 года) — за большой вклад в развитие российского парламентаризма и активную законотворческую деятельность[16]
- Почётная грамота за вклад в развитие модельного законодательства и межпарламентского сотрудничества государств — членов ОДКБ (2021, ОДКБ)[17]

## Санкции
23 февраля 2022 года внесён в список санкций Евросоюза за действия и политику, которые подрывают территориальную целостность, суверенитет и независимость Украины и ещё больше дестабилизируют Украину.
24 февраля 2022 года включён в список санкций Канады «близких соратников режима» за голосование о признании независимости «так называемых республик в Донецке и Луганске».
24 марта 2022 года, на фоне вторжения России на Украину, включён в санкционный список США за «соучастие в войне Путина» и «поддержку усилий Кремля по вторжению в Украину», Госдеп США заявил что депутаты Госдумы используют свои полномочия для преследования инакомыслящих и политических оппонентов, нарушают свободу информации, ограничивают права человека и основные свободы граждан России.
Позднее, по аналогичным основаниям, включён в списки санкций Великобритании, Швейцарии, Австралии, Японии, Украины и Новой Зеландии.